# Ojoceratops fowleri
Ojoceratops fowleri es la única especie conocida del género extinto Ojoceratops  de dinosaurio ceratopsiano ceratópsido, que vivió a finales del período Cretácico, hace aproximadamente 68 millones de años, en el Maastrichtiense, en lo que hoy es Norteamérica. Perteneciente a la subfamilia Chasmosaurinae, sus restos se han encontrado en el Miembro Naashoibito de la Formación Ojo Álamo, en el estado de Nuevo México, probablemente la edad de Maastrichtiense, hace 68 millones de años. La especie tipo es Ojoceratops fowleri. Es muy similar a su pariente cercano Triceratops, aunque proviene de un período anterior y tenía una gola más rectangular.
Nick Longrich, en 2011, señaló que la gola rectangular es también hallada en algunos especímenes de Triceratops y que Ojoceratops es probablemente un sinónimo más moderno de Triceratops, mientras que Holtz (2010) notó que es probablemente un ancestro de Triceratops y posiblemente sinónimo del género contemporáneo Eotriceratops. Se ha estimado que alcanzaba hasta 9 metros de longitud.